# Андруші (Шевченко)
Андруші́ — малюнок Шевченка з альбому 1845 року (аркуш 8), виконаний у серпні—жовтні 1845 року. Ліворуч внизу чорнилом напис рукою Шевченка: андруши. На звороті праворуч внизу олівцем напис: wies Andruszy.
В першій публікації зазначено, що на малюнку зображено архієрейську дачу в Андрушах під Переяславом.
І. Т. Кошовий у книзі «Т. Г. Шевченко в Києві», помилково датує малюнок 1846 роком.